# Vrana (Cres)
Vrana (olaszul: Vrana) falu Horvátországban Tengermellék-Hegyvidék megyében. Közigazgatásilag Creshez tartozik.

## Fekvése
Cres szigetének középső részén részén, Cres városától légvonalban 16 km-re délre, a sziget keleti partjától másfél km-re fekszik. Innen 5 km-re északnyugatra található a sziget egyetlen tava az azonos nevű Vrana-tó.

## Története
A település a sziget többi részével együtt a 18. század végéig velencei, majd 1822-től osztrák uralom alatt állt. 1867 és 1918 között az Osztrák–Magyar Monarchia része volt. 1857-ben 109, 1910-ben 36 lakosa volt. Az Osztrák-Magyar Monarchia bukását rövid olasz uralom követte, majd a település a Szerb–Horvát–Szlovén Királyság része lett. A második világháború idején olasz csapatok szállták meg. A háborút követően újra Jugoszláviához került. 1991-ben az önálló horvát állam része lett. 2011-ben 12 lakosa volt.

## Lakosság
| Lakosság változása | Lakosság változása | Lakosság változása | Lakosság változása | Lakosság változása | Lakosság változása | Lakosság változása | Lakosság változása | Lakosság változása | Lakosság változása | Lakosság változása | Lakosság változása | Lakosság változása | Lakosság változása | Lakosság változása | Lakosság változása |
| ------------------ | ------------------ | ------------------ | ------------------ | ------------------ | ------------------ | ------------------ | ------------------ | ------------------ | ------------------ | ------------------ | ------------------ | ------------------ | ------------------ | ------------------ | ------------------ |
| 1857               | 1869               | 1880               | 1890               | 1900               | 1910               | 1921               | 1931               | 1948               | 1953               | 1961               | 1971               | 1981               | 1991               | 2001               | 2011               |
| 109                | 110                | 42                 | 38                 | 37                 | 36                 | 104                | 93                 | 47                 | 45                 | 36                 | 41                 | 27                 | 20                 | 16                 | 12                 |

## Nevezetességei
Szent Fülöp és Jakab apostolok tiszteletére szentelt plébániatemploma.
A hrasti Szent Péter-kápolna, amelyet a 14. században építettek a cresi patrícius Colombis család adományaként a sziget egyik legkorábbi szakrális gótikus épülete. Bordázott csúcsíves boltozati övei a gótikus csúcsíves boltozatok speciális változatai a Kvarner és Isztria területén. A levéltári dokumentumokban egy „S. Petrus de media via” megnevezést találunk, amely félúton Cres és Osor között a kápolna helyét jelölte.
A Vrana-tó fölötti Szent Rókus-kápolna egy 15. századi gótikus épület, nyeregtetővel, téglalap alakú apszissal. A csúcsíves portál fölött faragott kőkeret, egy kis téglalap alakú nyílás látható, míg az oromzaton egy harang számára kialakított harangdúcot találunk. Belseje boltíves, csúcsíves dongaboltozattal. A szintén csúcsíves diadalív szabályosan faragott kövekből épült, melyet profilozott pillérek hordoznak. A belső térben a kőburkolat megmaradt.
Az egyhajós román stílusú, félkör alakú apszissal rendelkező Szent György-kápolna Cres szigetének keleti részén, Jelovica helységben található. Az elülső falak oromzatos részei magasabbak, mint maga a tető, így szélfogóként működnek mely megoldások jellemzőek erre a területre. A gótikus időszakban csúcsíves dongaboltozatot alakítottak ki. A falakat szabálytalan kőtömbökből építették, megfelelőbb faragással. A boltozatot bordákkal erősítették meg. Belül fennmaradtak a finoman faragott monolit oszlopok, míg az apszis falán a későbbi vakolatrétegek alatt egy felszentelési kereszt ismerhető fel.